# Premio Mejores Obras Literarias Publicadas
El Premio Mejores Obras Literarias Publicadas es un importante galardón chileno que se otorgó por primera vez en 1993. Desde un principio tuvo 5 categorías –cuento, novela, poesía, ensayo y dramaturgia-, aunque en algunos años no se ha otorgado en alguna de ellas. 

## Historia
Convocado por la Subsecretaría de las Culturas y las Artes y el Consejo Nacional del Libro y la Lectura (CNLL), consiste en una recompensa en dinero (8.660.000 de pesos en la versión 2019) y un diploma de honor. Además, el CNLL se compromete a adquirir el 20% de los ejemplares de la primera edición de la obra premiada, con un límite de 100 ejemplares (la compra se hará en un plazo no superior a 2 años; no se llevará a efecto en caso de que la obra haya sido seleccionada o adquirida en el Programa de Adquisición de Libros de Autores Chilenos).
Se pueden postular obras en castellano o en los idiomas de los pueblos originarios, siempre que se presenten en una edición bilingüe (español-pueblos originarios); la primera edición de los libros postulados debe ser la del año anterior al de la convocatoria y deben tener ISBN.
En el caso del género dramaturgia, pueden concursar también obras no publicadas, pero estrenadas el año anterior a la convocatoria.
Esta distinción la han obtenido escritores escritores clave de la literatura de Chile, entre los que se puede mencionar, por citar solo a algunos, Roberto Bolaño, Nona Fernández o Carlos Franz en novela; José Miguel Varas, Carlos Iturra o Marcelo Mellado en cuento; Faride Zerán, Volodia Teitelboim o Carla Cordua (ensayo); Ramón Griffero, Jorge Díaz o Marco Antonio de la Parra (dramaturgia).
En Chile existe también, en las mismas categorías, el Premio Mejores Obras Literarias Inéditas.

## Lista de galardonados
| Año  | Género      | Autor                                                  | Obra                                                                                            | Fotografía |
| ---- | ----------- | ------------------------------------------------------ | ----------------------------------------------------------------------------------------------- | ---------- |
| 1993 | Cuento      | Jaime Collyer                                          | Gente al acecho                                                                                 |            |
| 1993 | Novela      | José Leandro Urbina                                    | Cobro revertido                                                                                 |            |
| 1993 | Poesía      | Stella Díaz Varín                                      | Los dones previsibles                                                                           |            |
| 1993 | Ensayo      | Faride Zerán Fernando Lolas Stepke                     | La guerrilla literaria Proposiciones para una teoría de la medicina                             |            |
| 1993 | Dramaturgia | Ramón Griffero                                         | Tres obras de Ramón Griffero (Historias de un galpón abandonado, Cinema Utoppia y 99–La morgue) |            |
| 1994 | Cuento      | Diego Muñoz Valenzuela Ramiro Rivas Rudisky            | Lugares secretos Luciérnaga curiosa                                                             |            |
| 1994 | Novela      | Jorge Guzmán                                           | Ay Mama Inés                                                                                    |            |
| 1994 | Poesía      | Jorge Teillier                                         | El molino y la higuera                                                                          |            |
| 1994 | Ensayo      | Volodia Teitelboim Bernardino Piñera                   | Huidobro, la marcha infinita El reencantamiento de la vida                                      |            |
| 1994 | Dramaturgia | Isidora Aguirre                                        | Los libertadores Bolívar y Miranda                                                              |            |
| 1995 | Cuento      | Fernando Josseau                                       | La posada de la calle Lancaster                                                                 |            |
| 1995 | Novela      | Germán Marín                                           | Círculo vicioso                                                                                 |            |
| 1995 | Poesía      | Miguel Arteche                                         | Fénix de madrugada                                                                              |            |
| 1995 | Ensayo      | Gilberto Triviños                                      | La polilla de la guerra                                                                         |            |
| 1995 | Dramaturgia | Marco Antonio de la Parra                              | El continente negro                                                                             |            |
| 1996 | Cuento      | Patricio Riveros                                       | Cuando las habaneras no tenían calzones y Tarzán chileno perdido en Amsterdam                   |            |
| 1996 | Novela      | Gonzalo Contreras Mauricio Electorat José Miguel Varas | El nadador El paraíso tres veces al día La novela de Galvarino y Elena                          |            |
| 1996 | Poesía      | Jorge Montealegre Delia Domínguez                      | Huidobro, la marcha infinita El reencantamiento de la vida                                      |            |
| 1996 | Ensayo      | Gonzalo Vial Correa                                    | Arturo Prat                                                                                     |            |
| 1996 | Dramaturgia | Benjamín Galemiri                                      | Un dulce aire canalla                                                                           |            |
| 1997 | Cuento      | José Miguel Varas                                      | Exclusivo                                                                                       |            |
| 1997 | Novela      | Carlos Cerda                                           | Una casa vacía                                                                                  |            |
| 1997 | Poesía      | Claudio Bertoni                                        | Ni yo                                                                                           |            |
| 1997 | Ensayo      | Pablo Oyarzún                                          | El dedo de Diógenes'                                                                            |            |
| 1997 | Dramaturgia | Jorge Díaz                                             | Antología subjetiva                                                                             |            |
| 1998 | Novela      | Roberto Otaegui                                        | Las indias de Caín                                                                              |            |
| 1998 | Poesía      | Jorge Teillier                                         | En el mudo corazón del bosque                                                                   |            |
| 1998 | Ensayo      | Tomás Moulian                                          | Chile actual: anatomía de un mito                                                               |            |
| 1998 | Dramaturgia | Benito Escobar                                         | Pedazos rotos de algo                                                                           |            |
| 1999 | Cuento      | Jaime Collyer                                          | La bestia en casa                                                                               |            |
| 1999 | Novela      | Roberto Bolaño                                         | Los detectives salvajes                                                                         |            |
| 1999 | Poesía      | Efraín Barquero                                        | La mesa de la tierra                                                                            |            |
| 1999 | Ensayo      | Reinaldo Bustos                                        | Las enfermedades de la medicina                                                                 |            |
| 1999 | Dramaturgia | Benjamín Galemiri                                      | Antología                                                                                       |            |
| 2000 | Cuento      | Germán Marín                                           | Conversaciones para solitarios                                                                  |            |
| 2000 | Novela      | Carlos Cerda                                           | Sombras que caminan                                                                             |            |
| 2000 | Poesía      | Naín Nómez                                             | Movimiento de las salamandras                                                                   |            |
| 2000 | Ensayo      | Elicura Chihuailaf                                     | Recado confidencial a los chilenos                                                              |            |
| 2001 | Cuento      | Mauricio Electorat                                     | Nunca fui a Tijuana y otros cuentos                                                             |            |
| 2001 | Novela      | Andrea Jeftanovic                                      | Escenario de guerra                                                                             |            |
| 2001 | Poesía      | Juan Pablo Riveros                                     | Libro del frío                                                                                  |            |
| 2001 | Ensayo      | Max Colodro                                            | El silencio en la palabra                                                                       |            |
| 2001 | Dramaturgia | Alberto Kurapel                                        | Teatro performance. 10 obras inéditas                                                           |            |
| 2002 | Cuento      | José Miguel Varas                                      | Cuentos completos                                                                               |            |
| 2002 | Novela      | Gustavo Frías                                          | Tres nombres para Catalina: Catrala                                                             |            |
| 2002 | Poesía      | Germán Carrasco                                        | Calas                                                                                           |            |
| 2002 | Ensayo      | Carla Cordua                                           | Ideas y ocurrencias                                                                             |            |
| 2003 | Cuento      | Darío Oses                                             | La música de las esperas                                                                        |            |
| 2003 | Novela      | Jaime Collyer                                          | El habitante del cielo                                                                          |            |
| 2003 | Poesía      | Kurt Folch                                             | Thera                                                                                           |            |
| 2003 | Ensayo      | Guillermo Tejeda                                       | Allende, la señora Lucía y yo                                                                   |            |
| 2004 | Cuento      | Jorge Díaz                                             | Ciertas criaturas terrestres                                                                    |            |
| 2004 | Novela      | Teresa Calderón                                        | Amiga mía                                                                                       |            |
| 2004 | Poesía      | Malú Urriola                                           | Nada                                                                                            |            |
| 2004 | Ensayo      | Manuel Vicuña                                          | Hombres de palabras. Oradores, tribunos y predicadores                                          |            |
| 2004 | Dramaturgia | Jorge Díaz y Nissim Sharim                             | Íctus: La palabra compartida (Tomos I y II)                                                     |            |
| 2005 | Cuento      | Carlos Iturra                                          | Pretérito presente                                                                              |            |
| 2005 | Novela      | Mauricio Electorat                                     | La burla del tiempo                                                                             |            |
| 2005 | Poesía      | Claudio Bertoni                                        | Harakiri                                                                                        |            |
| 2005 | Ensayo      | Felipe Portales                                        | Los mitos de la democracia chilena                                                              |            |
| 2005 | Dramaturgia | Juan Radrigán                                          | Crónica del amor furioso                                                                        |            |
| 2006 | Cuento      | Luisa Eguiluz                                          | Ceremonias interrumpidas                                                                        |            |
| 2006 | Novela      | Eduardo Labarca                                        | Cadáver tuerto                                                                                  |            |
| 2006 | Poesía      | Gonzalo Millán                                         | Autorretrato de memoria                                                                         |            |
| 2006 | Ensayo      | Pablo Oyarzún                                          | Entre Celan y Heidegger                                                                         |            |
| 2006 | Dramaturgia | David Benavente                                        | Teatro chileno                                                                                  |            |
| 2007 | Cuento      | Andrea Maturana                                        | No decir                                                                                        |            |
| 2007 | Novela      | Alejandro Zambra                                       | Bonsái                                                                                          |            |
| 2007 | Poesía      | Óscar Hahn                                             | En un abrir y cerrar de ojos                                                                    |            |
| 2007 | Ensayo      | Roberto Torretti                                       | Estudios filosóficos 1957-1987                                                                  |            |
| 2007 | Dramaturgia | Cristian Figueroa                                      | Malacrianza y otros crímenes                                                                    |            |
| 2008 | Cuento      | Sonia González Valdenegro                              | La preciosa vida que soñamos                                                                    |            |
| 2008 | Novela      | Carlos Franz                                           | Almuerzo de vampiros                                                                            |            |
| 2008 | Poesía      | Ricardo Herrera                                        | Sendas perdidas y encontradas                                                                   |            |
| 2008 | Ensayo      | Humberto Giannini                                      | La metafísica eres tú                                                                           |            |
| 2008 | Dramaturgia | Luis Barrales                                          | H. P. (Hans Pozo)                                                                               |            |
| 2009 | Cuento      | Carlos Iturra                                          | Crimen y perdón                                                                                 |            |
| 2009 | Novela      | Ramón Díaz Eterovic                                    | La oscura memoria de las armas                                                                  |            |
| 2009 | Poesía      | Christian Formoso                                      | El cementerio más hermoso de Chile                                                              |            |
| 2009 | Ensayo      | Grínor Rojo                                            | Las armas de las letras                                                                         |            |
| 2010 | Cuento      | Lilian Elphick                                         | Bellas de sangre contraria                                                                      |            |
| 2010 | Novela      | José Gai                                               | Los Lambton                                                                                     |            |
| 2010 | Poesía      | Jorge Velásquez                                        | Guaitecas                                                                                       |            |
| 2010 | Ensayo      | Manuel Vicuña                                          | Un juez en los infiernos                                                                        |            |
| 2010 | Dramaturgia | Flavia Radrigán                                        | En el nombre del padre y de la hija                                                             |            |
| 2011 | Cuento      | Luis López-Aliaga                                      | El bulto                                                                                        |            |
| 2011 | Novela      | Ramón Díaz Eterovic                                    | La muerte juega a ganador                                                                       |            |
| 2011 | Poesía      | Germán Carrasco                                        | Ruda                                                                                            |            |
| 2011 | Ensayo      | Martín Correa y Eduardo Mella                          | Las razones del illkun / enojo                                                                  |            |
| 2012 | Cuento      | Daniel Hidalgo                                         | Canciones punk para señoritas autodestructivas                                                  |            |
| 2012 | Novela      | Alejandro Zambra                                       | Formas de volver a casa                                                                         |            |
| 2012 | Poesía      | Juan Pablo Riveros                                     | Poema del cosmos                                                                                |            |
| 2012 | Ensayo      | Guillermo Tejeda                                       | Amster                                                                                          |            |
| 2012 | Dramaturgia | Alejandro Moreno Jashés                                | La amante fascista                                                                              |            |
| 2013 | Cuento      | Vladimir Rivera                                        | Qué sabe Peter Holder de amor                                                                   |            |
| 2013 | Novela      | Álvaro Bisama                                          | Ruido                                                                                           |            |
| 2013 | Poesía      | Jaime Luis Huenún                                      | Reducciones                                                                                     |            |
| 2013 | Ensayo      | Sergio Rojas                                           | El arte agotado                                                                                 |            |
| 2013 | Dramaturgia | Guillermo Calderón                                     | Teatro II (Villa, Discurso, Beben)                                                              |            |
| 2014 | Cuento      | Fátima Sime                                            | Noticias sobre ti misma                                                                         |            |
| 2014 | Novela      | Mike Wilson                                            | Leñador                                                                                         |            |
| 2014 | Poesía      | Damaris Calderón                                       | Las pulsaciones de la derrota                                                                   |            |
| 2014 | Ensayo      | Fernando Atria                                         | La constitución tramposa                                                                        |            |
| 2014 | Dramaturgia | Juan Radrigán                                          | Teatro I                                                                                        |            |
| 2015 | Cuento      | Marcelo Mellado                                        | Humillaciones                                                                                   |            |
| 2015 | Novela      | Leonardo Sanhueza                                      | La edad del perro                                                                               |            |
| 2015 | Poesía      | Natalia Figueroa                                       | Una mujer sola siempre llama la atención de un pueblo                                           |            |
| 2015 | Ensayo      | Víctor Herrero                                         | Agustín Edwards Eastman                                                                         |            |
| 2015 | Dramaturgia | Alejandro Moreno Jashés                                | Gastos de representación                                                                        |            |
| 2016 | Cuento      | Javier Milanca                                         | Xampurria                                                                                       |            |
| 2016 | Novela      | Nona Fernández                                         | Chilean electric                                                                                |            |
| 2016 | Poesía      | Marcelo Guajardo Thomas                                | Los Celacantos y otros hechos extraordinarios                                                   |            |
| 2016 | Ensayo      | Alfonso Iommi                                          | La orden infeliz                                                                                |            |
| 2016 | Dramaturgia | Pablo Manzi                                            | Donde viven los bárbaros                                                                        |            |
| 2017 | Cuento      | Arelis Uribe                                           | Quiltras                                                                                        |            |
| 2017 | Novela      | Cynthia Rimsky                                         | El futuro es un lugar extraño                                                                   |            |
| 2017 | Poesía      | Juan Santander Leal                                    | Hijos únicos                                                                                    |            |
| 2017 | Ensayo      | Fernando Pérez                                         | La imagen inquieta. Juan Downey y Raúl Ruiz en contrapunto                                      |            |
| 2017 | Dramaturgia | Bosco Cayo                                             | La dama de Los Andes                                                                            |            |
| 2018 | Cuento      | Mónica Drouilly                                        | Retrovisor                                                                                      |            |
| 2018 | Novela      | María José Ferrada                                     | Kramp                                                                                           |            |
| 2018 | Poesía      | Bruno Cuneo                                            | Jahuel                                                                                          |            |
| 2018 | Dramaturgia | Eduardo Luna                                           | Painecur                                                                                        |            |
| 2019 | Cuento      | David Bustos                                           | REC                                                                                             |            |
| 2019 | Novela      | Simón Soto                                             | Matadero Franklin                                                                               |            |
| 2019 | Poesía      | Américo Reyes                                          | Black Waters City                                                                               |            |
| 2019 | Ensayo      | Jorge Larraín                                          | Populismo                                                                                       |            |
| 2019 | Dramaturgia | Carla Zúñiga                                           | Yo también quiero ser un hombre blanco heterosexual                                             |            |
| 2020 | Cuento      | Daniela Catrileo                                       | Piñén                                                                                           |            |
| 2020 | Novela      | Galo Ghigliotto                                        | El museo de la bruma                                                                            |            |
| 2020 | Poesía      | Andrés Anwandter                                       | Materia gris                                                                                    |            |
| 2020 | Ensayo      | Carla Cordua                                           | De todas layas                                                                                  |            |
| 2020 | Dramaturgia | Bosco Cayo                                             | José Desierto                                                                                   |            |
| 2021 | Cuento      | José Fliman                                            | Balneario                                                                                       |            |
| 2021 | Novela      | Alejandro Zambra                                       | Poeta chileno                                                                                   |            |
| 2021 | Poesía      | Víctor López                                           | Conozco al mundo por la forma                                                                   |            |
| 2021 | Ensayo      | Óscar Contardo                                         | Antes de que fuera octubre                                                                      |            |
| 2021 | Dramaturgia | Marcelo Leonart                                        | Tú no eres, hermana, un conejo corriendo desesperado por el campo chileno                       |            |
| 2022 | Cuento      | Andrés Montero                                         | La muerte viene estilando                                                                       |            |
| 2022 | Novela      | Pablo Toro                                             | Safari                                                                                          |            |
| 2022 | Poesía      | Tomás Harris                                           | La memoria del corazón                                                                          |            |
| 2022 | Ensayo      | Claudio Alvarado Lincopi                               | Mapurbekistán. Ciudad, cuerpo y racismo. Diáspora mapuche en Santiago, siglo XX                 |            |
| 2022 | Dramaturgia | Isidora Stevenson                                      | Informe de una mujer que arde                                                                   |            |
| 2023 | Cuento      | Malu Furche                                            | Islas de calor                                                                                  |            |
| 2023 | Novela      | Cynthia Rimsky                                         | Yomurí                                                                                          |            |
| 2023 | Poesía      | Antonia Torres Agüero                                  | Los detalles del mundo                                                                          |            |
| 2023 | Ensayo      | Mario Verdugo                                          | Curepto es mi concepto. Ensayos sobre literatura y territorio                                   |            |
| 2023 | Dramaturgia | Nicolás Lange                                          | Esto podría durar y durar y durar y durar y durar                                               |            |